# Can Ros de Terradelles
Can Ros de Terradelles és una obra gòtica de Vilademuls (Pla de l'Estany) inclosa a l'Inventari del Patrimoni Arquitectònic de Catalunya.

## Descripció
Edificació situada al costat de l'església, de planta rectangula amb cossos afegits per la part posterior, de la qual destaca una galeria amb arcs de rajol de mig punt i pilastres. S'estructura en crugies paral·leles, perpendiculars a la façana principal. Els sostres de la planta baixa són amb voltes de rajola. De la façana principal destaquen la porta dovellada i una finestra amb llinda que simula un arc conopial de reminiscències gòtiques en el primer pis.

## Història
És una de les edificacions més notables del nucli, encara que es troba deteriorada.